# Hydriomena extremata
Hydriomena extremata là một loài bướm đêm trong họ Geometridae.